# Lactarius melanogalus
Lactarius melanogalus é um fungo que pertence ao gênero de cogumelos Lactarius na ordem Russulales. Foi descrito cientificamente pela primeira vez pelo botânico francês Roger Heim em 1943.